# Fontaine du square Suzanne-Buisson
La fontaine du square Suzanne-Buisson (plus communément appelée fontaine Suzanne-Buisson), est une fontaine située sur le square Suzanne-Buisson dans le 18e arrondissement de Paris. Elle a été créée en 1941 par le sculpteur Fernand Guignier. La fontaine et le square sont baptisés en hommage à Suzanne Buisson, une résidente de l'arrondissement morte en déportation,,.

## Description
La fontaine est composée d'un bassin semi-circulaire, dominé par la statue en pierre de Saint-Denis tenant sa tête entre ses mains. Selon la légende, c'est à cet endroit le saint aurait lavé sa tête après sa décollation en 280, avant de continuer son chemin avec sa tête dans les mains, vers la crypte de la basilique Saint-Denis, où il fut enterré,.